# Mittelbollenbach
Mittelbollenbach ist ein Stadtteil der rheinland-pfälzischen Stadt Idar-Oberstein im Landkreis Birkenfeld.
Er hat 1044 Einwohner und eine Fläche von 360,9 Hektar.
Mittelbollenbach liegt am Bollenbach und südlich der Nahe sowie zwischen Kirchenbollenbach im Südosten und Nahbollenbach im Nordwesten. Im Osten grenzt die Gemarkung der Gemeinde Dickesbach (Verbandsgemeinde Herrstein-Rhaunen) an den Stadtteil.
Die Kreisstraße 38 verläuft durch den Ort.
Mittelbollenbach kam mit der Verwaltungsreform 1969/70 zu Idar-Oberstein.